# Palidano
Palidano (Palidàn in dialetto basso mantovano) è una frazione del comune di Gonzaga, in provincia di Mantova, nella regione Lombardia.

## Geografia fisica
Palidano dista 4,02 km da Gonzaga. I comuni limitrofi sono: Suzzara, Reggiolo e Luzzara.

## Storia
Le prime attestazioni dell'esistenza della frazione di Palidano risalgono all'VIII secolo d.C.
Nel 774 si hanno testimonianze del fatto che il territorio passa dal controllo dei Longobardi a quello dei Franchi. Le terre che corrispondono all'odierna Palidano sono, in seguito, donate dall'Imperatore Ludovico II alla moglie Engelberga d'Alsazia che a sua volta le cede a Piacenza per la costruzione del monastero di San Sisto.
Palidano nel 976 cessa di essere una corte regia di Piacenza e diventa una proprietà dei Canossa. La figura della contessa Matilde di Canossa è legata allo sviluppo del paese. La potente feudataria, infatti, concede ai propri sudditi di poter far lasciti all'abbazia di San Benedetto in Polirone. Sono proprio i frati benedettini che si occuparono di bonificare la zona, che in precedenza era resa insalubre dalla presenza di paludi.
La proprietà di Palidano passa in seguito alla famiglia Gonzaga e rimane tra i possedimenti della famiglia fino alla caduta della Signoria.
Nel 1707, Palidano, come tutto il territorio mantovano entra a far parte dell'Impero Asburgico.
Nel 1708 il paese e le sue terre vengono vendute agli Zanardi, una famiglia di abbienti banchieri bresciani, ai quali seguono i nipoti marchesi Guerrieri Gonzaga e per successione i Maraini.

## Monumenti e luoghi d'interesse
Villa Strozzi
Costruita dalla famiglia Strozzi, originaria di Firenze tra 1630 e 1700. Viene ristrutturata e sopraelevata dopo la metà del XVII secolo. Gli ampliamenti ed i rinnovamenti maggiori si devono al marchese Luigi che, attraverso acquisti, permute e affrancazioni accresce notevolmente il patrimonio.
Sono degni di nota il vestibolo, il salone ovale con la balaustrata, la loggia, la sala delle insegna ed il vasto parco. 
Numerose sono le decorazioni in stucco su porte, finestre e sopracamini che raffigurano frutta, fiori, animali, putti ed emblemi guerreschi.
La villa viene ceduta nel 1952 ad una società locale che fonda una scuola d'agraria. Nel 1974 l'Amministrazione Provinciale di Mantova acquista la villa, lasciando al collegio il resto degli edifici rurali.

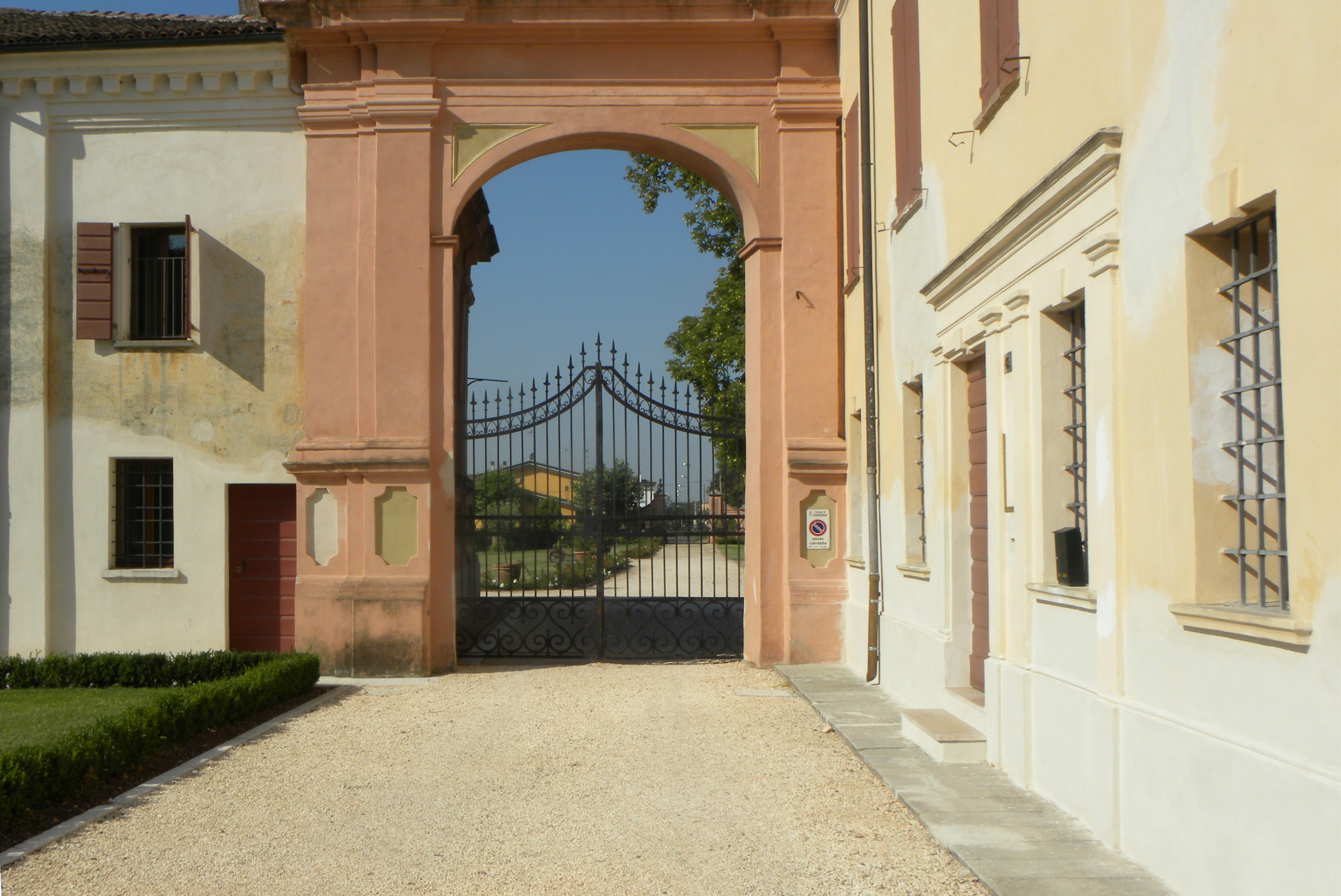
Villa Maraini-Guerrieri Gonzaga

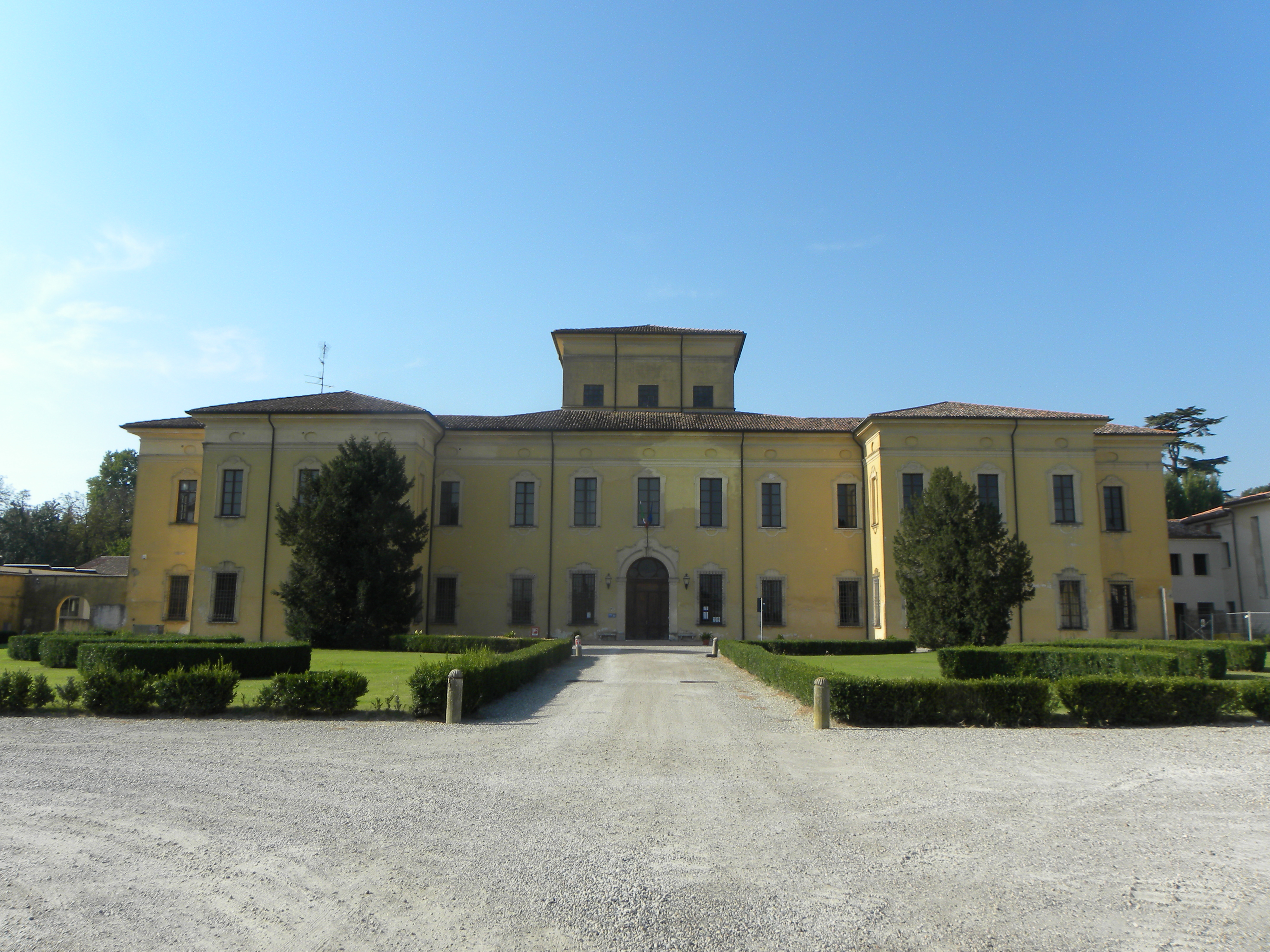
Villa Strozzi

Edificata nel 1746 dai conti Zanardi, la villa è immersa in un parco secolare di faggi e platani ed è affiancata da un grande fienile, da scuderie e da una cappella privata. Svolge la funzione di palazzo di villeggiatura e hotel.
Asilo montessoriano
Nel 1929 viene fondato a Palidano il primo asilo o "Casa dei Bambini", per volontà di Maria Guerrieri Gonzaga in Maraini. La nobildonna fu, infatti, legata da profonda amicizia con l'educatrice Maria Montessori. La casa è dotata di aule, locali di servizio, giardini e cortili e l'arredamento e il materiale didattico sono quelli prescritti dal Metodo. Si tratta, di fatto, di una delle prime scuole che applicano il Metodo Montessori in Italia. 
Chiesa di San Sisto II
La chiesa parrocchiale è stata consacrata nel 1555 dal vescovo di Reggio ed è dedicata a Papa Sisto II. È stata successivamente riedificata nel 1772 e riconsacrata nel 1777 dal cardinale Luigi Valenti Gonzaga. Risale al 1760 la riparazione e l'innalzamento del campanile in stile romanico. Nel 1942 il parroco Don Giulio Amati, in pieno periodo bellico, chiama i fratelli Margoni di Asola a ridipingere tutto l'interno della parrocchiale ; sopra i deteriorati affreschi settecenteschi, Guido Antonio Margoni dipinge "San Sisto in gloria" e "Maria e il bambino benedicenti".
Il tempio è stato seriamente danneggiato dai terremoti del maggio 2012 che hanno causato il distacco della facciata dal resto dell'edificio, ma il danno maggiore è stato riportato dal campanile che presenta delle vistose crepe ascendenti su due lati al punto da rendere necessaria la chiusura dell'adiacente via che conduce al cimitero.

## Celebrazioni e fiere
- Féra dla Pèpa dal Magnan

Fiera paesana che dal 1975 si svolge l'ultima settimana d'Agosto. La Pepa, al secolo Giuseppa Cavallari, è un personaggio popolare realmente esistito. Il personaggio della Pèpa ha ispirato miti, poesie, filastrocche dialettali e canzoni. Particolarmente famosa nel mantovano è una canzone, attribuita all'autore Oreste Modena, che racconta l'incontro tra un giovane e la Pèpa al ballo di Palidano. Secondo la leggenda la giovane era contesa dai cavalieri per la sua leggiadria e abilità nel danzare, ma veniva poi abbandonata e canzonata pesantemente appena il suo trucco fatto di nerofumo e grasso di maiale si scioglieva, facendo arricciare il naso ai pretendenti.